# Dante Senger
Dante Senger, né le 4 mars 1983 à Juan José Castelli, est un footballeur argentin qui joue au poste d'attaquant.

## Biographie
Dante commence sa carrière en Argentine au Club Estudiantes de La Plata où il joue en première division de 2004 à 2006 avant de rejoindre l'Europe et la en s'engageant au FC Locarno en deuxième division Suisse lors de la saison 2006-2007 lors de laquelle il marque douze buts en vingt-deux matchs de championnat.
Passé ensuite une saison par le Quilmes AC en première division argentine, il revient au FC Locarno avec qui il marque trente-trois buts en quarante-six matchs toutes compétitions confondues.
Il signe en 2010 au FC Lugano avec qui il continue d'enchainer les buts, marquant à trente reprises en quarante-quatre matchs en deux saisons, terminant même second meilleur buteur du championnat en 2010 et troisième en 2011. Ses statistiques l'amène à signer au FC Aarau avec qui il est champion de deuxième division en 2013 et avec qui il découvre la saison suivante la Super League.
En 2015, il rejoint le Neuchâtel Xamax FCS où il retrouve la Challenge League avant de terminer sa carrière au Losone Sportiva.

## Palmarès
Il est champion de Suisse de deuxième division avec le FC Aarau en 2013